# Sita Bandringa
Sita Bandringa (Meppel, 25 augustus 1944) is een Nederlandse keramiste en beeldhouwster.

## Leven en werk
Bandringa begon haar kunstenaarscarrière als pottenbakster. Ze werkte bij Anno Smith en volgde een cursus aan Academie Minerva in de stad Groningen. Ze gaf enige tijd les aan een school voor handenarbeid in Groningen en aan militairen in de kazerne in Assen. In 1974-1975 maakte ze een reis met de Oriënt-Express en trok ze naar Japan om kennis te maken met de Japanse keramiek. Ze werkte er als pottenbakster op het eiland Kyushu. Later maakte ze ook reizen naar onder andere Korea en China. Tegenwoordig (2011) woont en werkt Bandringa in Assen.
In de jaren 80 maakte de kunstenares de overstap naar andere materialen en groter werk. Met staal, aluminium, brons en verscheidene kunststoffen maakt ze monumentale beelden. Ze haalt haar inspiratie hiervoor uit het Verre Oosten.
Haar kunstwerk Vleugel werd in 2004 door de lezers van het Dagblad van het Noorden uitgeroepen tot het mooiste kunstwerk van Assen.

## Enkele werken
- 1996 Vleugel, in Assen
- 1996 Vinder, in het Asserbos, Assen
- Uil, Assen

## Fotogalerij

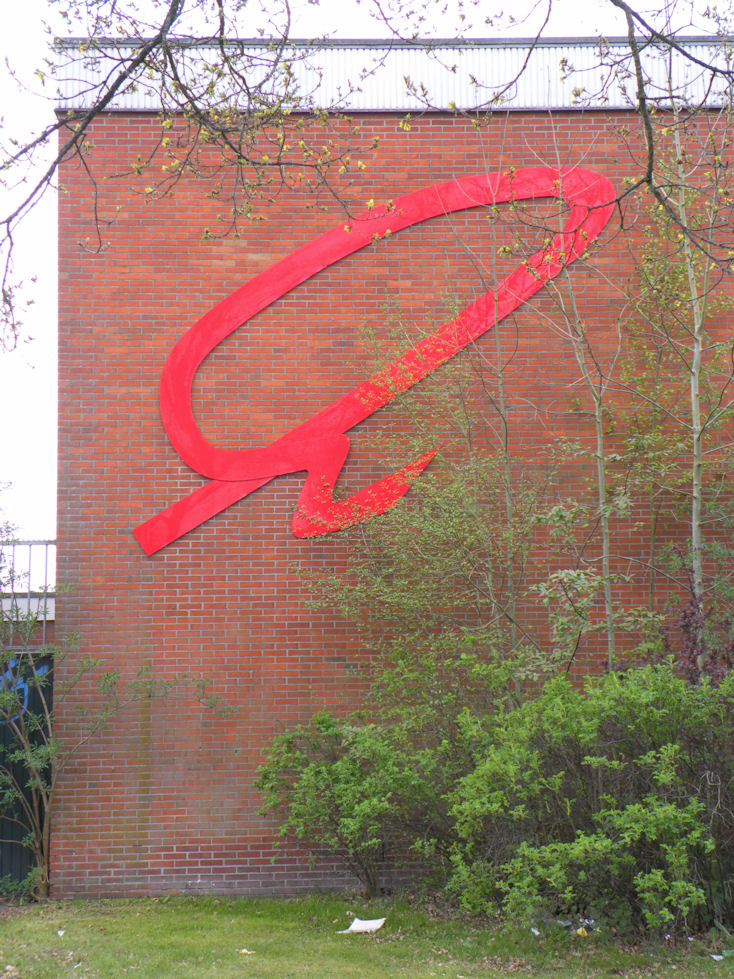
Krul
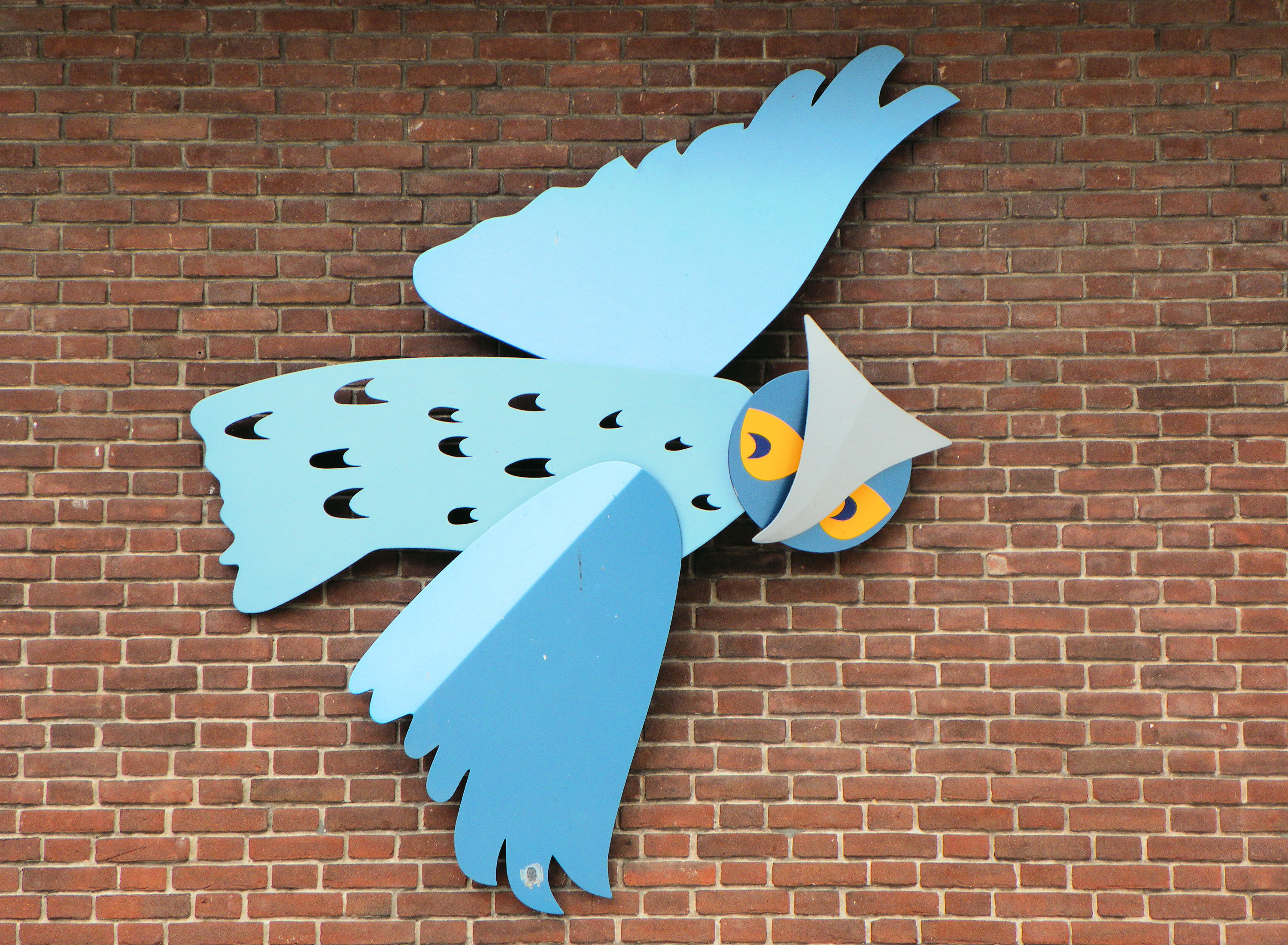
Uil